# Стурруп, Рейналдо
Рейналдо Стурруп (род. 11 января 1990, Нассау) — багамский футболист, экс вратарь сборной Багамских Островов по футболу.

## Карьера
В 2010 году Стурруп играл в США за клуб своего колледжа в «Томас Университет».
В 2011 году дебютировал за сборную Багамских Островов, сыграв два матча в квалификации к ЧМ-2014.
Дальнейшая карьера неизвестна. В сборную больше не вызывался.